# National Register of Historic Places in Palau
Vom National Register of Historic Places der USA wurden sechs Orte in Palau als historische Stätten aufgenommen.
Hinweis: Diese Liste ist bis zum Stand 11. September 2015 vollständig.

## Einträge
| [ 1 ] | Name                | Bild                | Eintragsdatum                 | Lage                                                          | Staat    | Beschreibung                                         |
| ----- | ------------------- | ------------------- | ----------------------------- | ------------------------------------------------------------- | -------- | ---------------------------------------------------- |
| 1     | Ked Ra Ngchemiangel | Ked Ra Ngchemiangel | 30. Sep. 1976 ID-Nr. 76002196 | Adresse nicht veröffentlicht 7° 26′ 34,8″ N, 134° 29′ 19,7″ O | Aimeliik | eine Reihe von terrassierten Hügeln                  |
| 2     | Bai Ra Irrai        |                     | 30. Sep. 1976 ID-Nr. 76002195 | Airai (Babelthuap) 7° 21′ 40,3″ N, 134° 33′ 37,1″ O           | Airai    | Versammlungsgebäude der Männer aus den 1890er Jahren |
| 3     | Meteu ’L Klechem    |                     | 30. Sep. 1976 ID-Nr. 76002197 | Adresse nicht veröffentlicht 7° 29′ 33″ N, 134° 38′ 10″ O     | Melekeok | steinerner Monolith                                  |
| 4     | Odalmelech          | Odalmelech          | 30. Sep. 1976 ID-Nr. 76002198 | Adresse nicht veröffentlicht                                  | Melekeok | Komplex steinerner Monolithen                        |
| 5     | Ongeluluul          |                     | 30. Sep. 1976 ID-Nr. 76002199 | Adresse nicht veröffentlicht                                  | Melekeok |                                                      |
| 6     | Peleliu Battlefield | Peleliu Battlefield | 4. Feb. 1985 ID-Nr. 85001754  | Peleliu Island 7° 1′ 0″ N, 134° 15′ 0″ O                      | Peleliu  |                                                      |